# السپت اریک

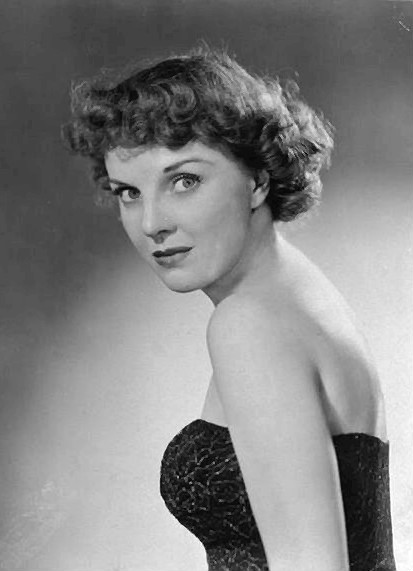

السپت تکستون اریک (۱۵ سپتامبر ۱۹۰۷–۱۵ ژوئن ۱۹۹۳) یک هنرپیشه آمریکایی بود که «معمولاً در نقش زن دیگر در سریال‌ها و سریال آبکی‌ها بازی می‌کرد». او در شیکاگو، ایلینوی به دنیا آمد. و در آکادمی برادفورد حضور یافت و از کالج ولزلی با گرایش دوگانه در اقتصاد و ادبیات انگلیسی فارغ‌التحصیل شد.